# این زندگی من است (فیلم ۱۹۹۲)
این زندگی من است (به انگلیسی: This Is My Life) فیلمی محصول سال ۱۹۹۲ و به کارگردانی نورا افرون است. در این فیلم بازیگرانی همچون جولی کاونر، سامانتا ماتیس، گبی هافمن، کری فیشر، دن اکروید، کارولین آرون، کتی ناجیمی و استل هریس ایفای نقش کرده‌اند.